# Kardam (Oblast Dobritsch)

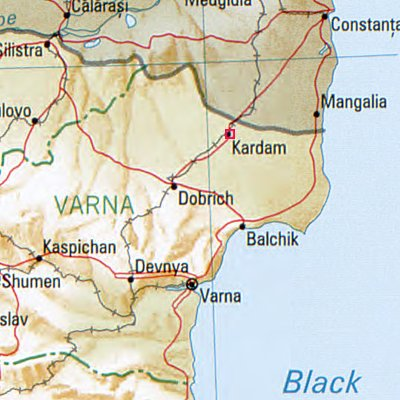
Kardam (rotes Viereck) – Bulgarien – Nachbarorte: Dobritsch, Baltschik, Warna, Dewnja, Kaspitschan, Mangalia, Constanza

Kardam [ˈkardɐm] (bulg. Кардам) ist ein Dorf in Nordostbulgarien. Es liegt in der Dobrudscha, in der Oblast Dobritsch und der Gemeinde General Toschewo.

## Geographie
Das Dorf liegt etwa 35 Kilometer nördlich der Stadt Dobritsch und fünf Kilometer von der bulgarisch-rumänischen Grenze entfernt. Die Entfernung zur nächsten Stadt auf rumänischer Seite – Negru Vodă – beträgt circa zwölf Kilometer.

## Bulgarisch-rumänischer Grenzübergang
Da die Grenze zwischen Bulgarien und Rumänien hauptsächlich entlang der Donau verläuft und die einzige Donaubrücke bei Russe liegt, gab es vor dem EU-Beitritt von Bulgarien und Rumänien nur wenige Grenzübergänge. Neben der Donaufähre zwischen Widin und Calafat war das der Grenzübergang an der Straße von Kardam nach Negru Vodă. Da die Donau hier weiter nördlich verläuft, war dieser Grenzübergang auf trockenem Boden (ohne Brücke oder Fähre).
Der Grenzübergang war nach dem Dorf Kardam benannt (Grenzübergang „Kardam“, bulg. ГКПП "Кардам", Transkription: GKPP „Kardam“, Langform: Granitschen Kontrolno Propuskwatelen Punkt „Kardam“).

## Weitere Namen mit Kardam
- Ein Dorf mit dem gleichen Namen liegt in der Oblast Targowischte.
- Khan Kardam (Regierungszeit 777–802) war ein bulgarischer Herrscher im 8. Jahrhundert n. Chr.
- Fürst Kardam (geb. 1962) ist der erstgeborene Sohn von Simeon Sakskoburggotski.